# Scotoecus albofuscus
Scotoecus albofuscus — вид ссавців родини лиликових. 

## Проживання, поведінка
Країни поширення: Бенін, Демократична Республіка Конго, Кот-д'Івуар, Гамбія, Гана, Кенія, Малаві, Мозамбік, Нігерія, Сенегал, Сьєрра-Леоне, Південна Африка, Судан, Танзанія, Уганда. Ймовірно, живе в сухих саванових місцях проживання. 

## Загрози та охорона
Загрози для цього виду не відомі. Ймовірно, присутній в охоронних територіях.